# Reparatricenklooster
Het Reparatricenklooster, ook wel Klooster van Maria Eerherstel, is een voormalig klooster van de zusters reparatricen in het centrum van de Nederlandse stad Maastricht, gelegen op de adressen Kapoenstraat 21-23 en Witmakerstraat 6. De panden aan de Kapoenstraat hebben een lange geschiedenis en zijn thans rijksmonumenten.

## Geschiedenis

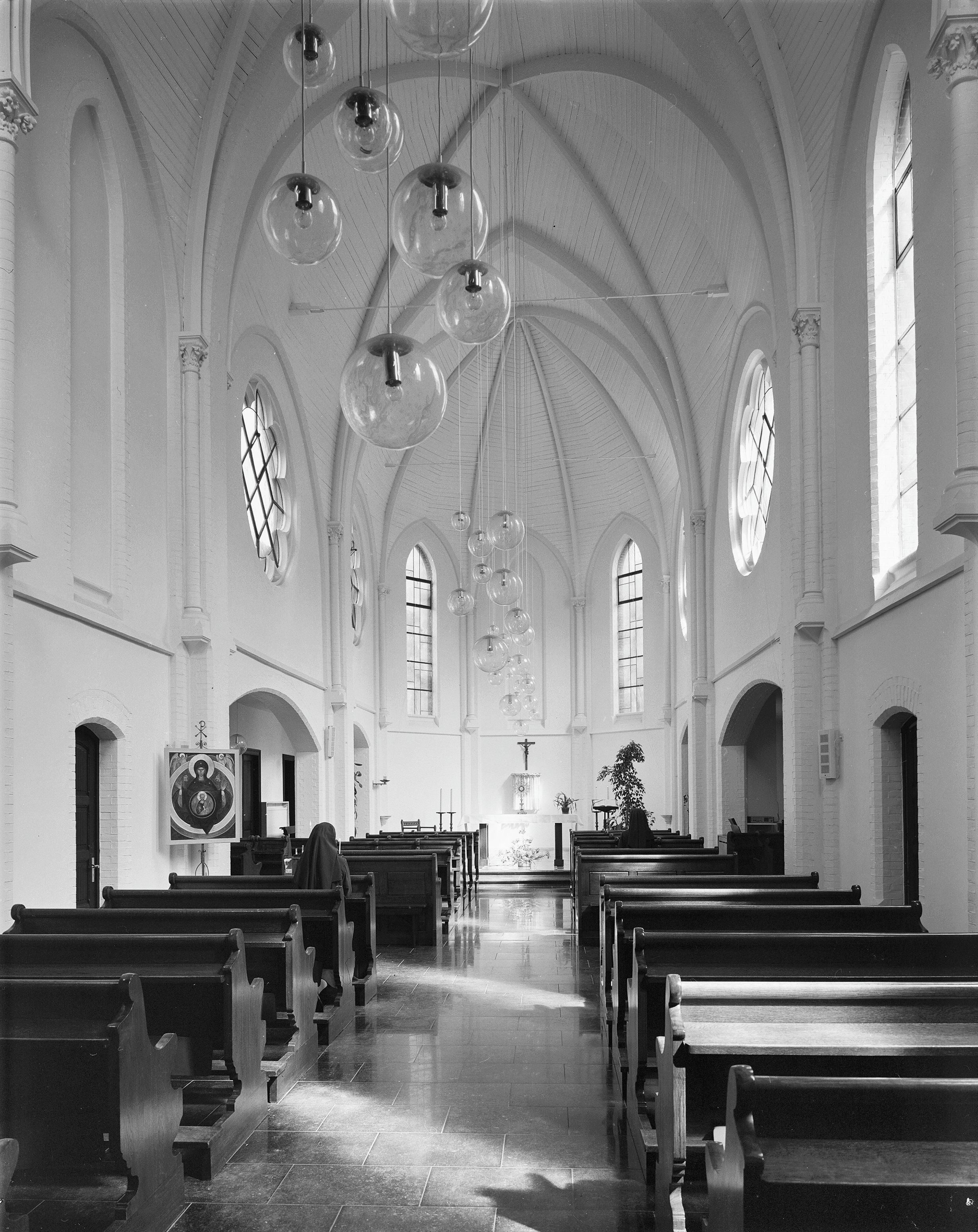
Kapelinterieur met biddende zusters, 1974

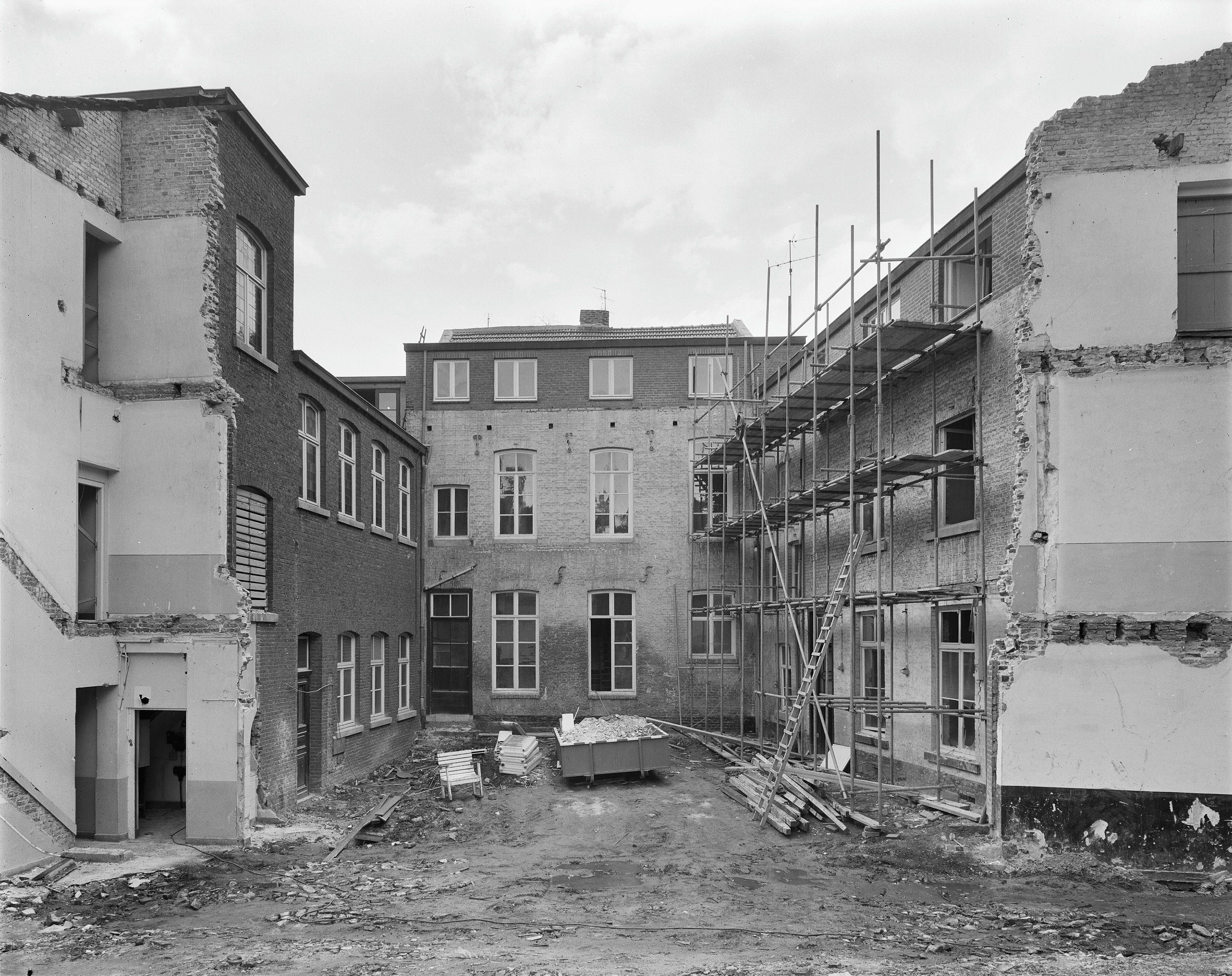
Verbouwing kloosterpanden op het binnenterrein, 1974?

Het pand Kapoenstraat 21 stond oorspronkelijk bekend als de Poort van Gaveren, een refugiehuis van de familie Van Gaveren, heren van Elsloo. In 1632 werd het huis verkocht aan de graaf van Vlodrop, die het ter beschikking stelde aan de gereformeerde Latijnse school. Later gebruikte de stad het als logement voor officieren van het garnizoen en de Staatse commissarissen-deciseurs, die om de twee jaar naar Maastricht kwamen voor hogerberoepszaken en andere belangrijke zaken. In 1651 werd het pand verkocht aan een kolonel van het Staatse leger, Philibert van Ysendoorn.
De kloostercongregatie van de Zusters Reparatricen (Frans: Religieuses de Marie-Réparatrice, ofwel Zusters van Maria-Eerherstel) was in 1854 in Parijs door de Belgische barones Émilie d'Oultremont d'Hoogvorst gesticht. Doelstelling was de aanbidding van het Heilig Sacrament en de bekering van zondaars door middel van godsdienstonderwijs en retraites. Ook hielden de zusters zich bezig met het vervaardigen van paramenten.
In 1904 kwamen de zusters vanuit Frankrijk naar Maastricht, ten gevolge van de seculariseringspolitiek aldaar. Ze vestigden zich in het pand aan de Kapoenstraat en verbleven hier tot 1988. In het pand was tevens het noviciaat voor heel Nederland gevestigd. Een belangrijke activiteit was de coördinatie van de Sint-Martha Vereeniging, in 1909 opgericht voor katholieke dienstbodes.
In 1988 vertrokken de nog overgebleven zusters, sommigen naar een kleine communauteit in Amby, anderen naar een klooster in Venlo. Enkele oudere zusters gingen naar de Beyart.
In de gebouwen kwam een appartementencomplex, 'Résidence Jardin de Florence' genoemd, deels in de gerenoveerde monumentale panden aan de Kapoenstraat, deels in nieuwbouw in de tuin en aan de Witmakersstraat. De kapel werd gesloopt. In een deel van het pand Kapoenstraat 23 waren enige tijd de studentendecanen van de Universiteit Maastricht gevestigd. Het is nu een huisartsenpraktijk.

## Erfgoed
De panden Kapoenstraat 21 en 23 zijn geklasseerd als rijksmonumenten sinds 1966, respectievelijk 1977. Kapoenstraat 21 is voorzien van een lijstgevel en een koetspoort met hardstenen omlijsting. In het interieur zijn nog diverse historische elementen aanwezig zoals stucplafonds, een monumentale trap en een originele kapconstructie. Van de kapelinventaris is voor zover bekend niets bewaard gebleven. Op het kerkhof van Sint-Pieter boven is een sectie gereserveerd voor de zusters.

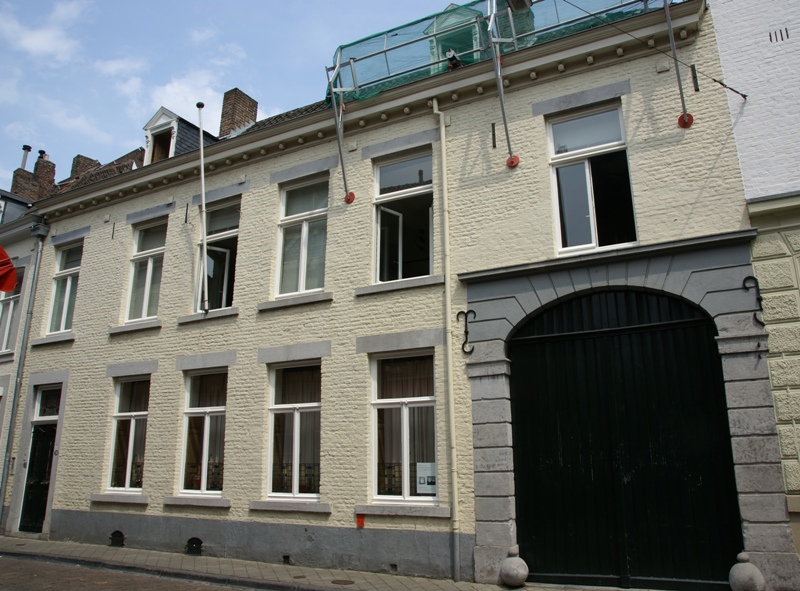
Kapoenstraat 21
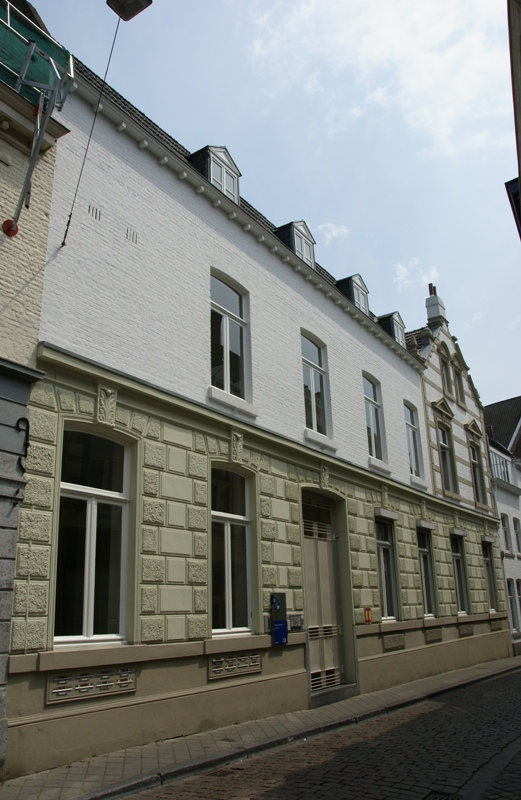
Kapoenstraat 23
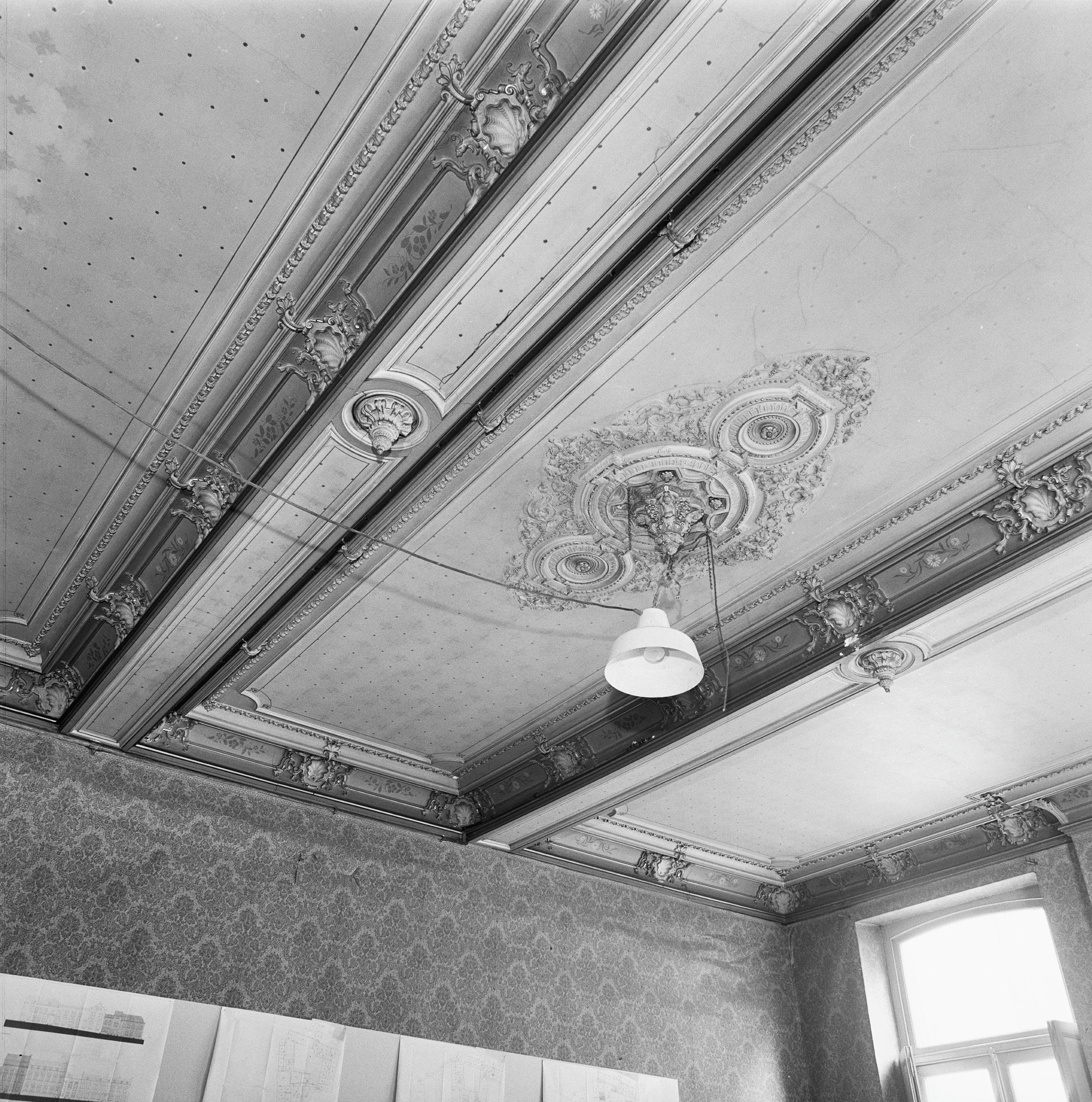
Interieur met stucplafond
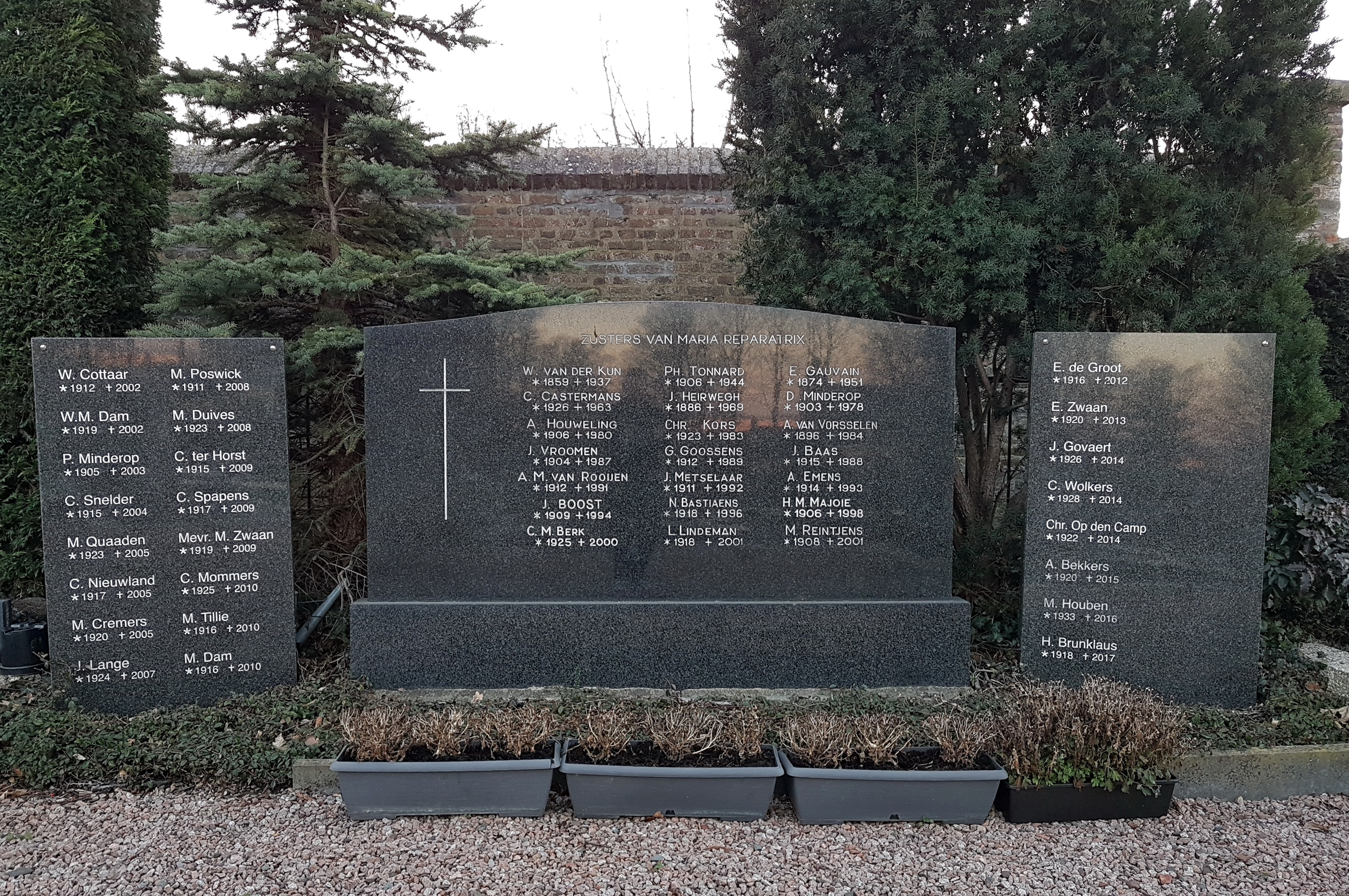
Grafmonument Sint Pieter